# Tacrolimus
Tacrolimus, còn được gọi là fujimycin hoặc FK506, là một loại thuốc ức chế miễn dịch được sử dụng chủ yếu sau khi cấy ghép nội tạng để giảm nguy cơ thải ghép nội tạng. Nó đạt được điều này bằng cách ức chế sản xuất interleukin-2, một phân tử thúc đẩy sự phát triển và tăng sinh của các tế bào T, rất quan trọng đối với phản ứng miễn dịch đã học (hoặc thích nghi) của cơ thể. Tacrolimus cũng được sử dụng trong điều trị các bệnh qua trung gian tế bào T khác như eczema và bệnh vẩy nến. (được áp dụng cho da trong thuốc mỡ thuốc), viêm màng bồ đào chịu lửa nặng sau khi cấy ghép tủy xương, làm trầm trọng thêm bệnh thay đổi tối thiểu, bệnh Kimura và bệnh bạch biến da.
Về mặt hóa học, nó là một loại macrolide lactone gồm 23 thành viên, được phát hiện lần đầu tiên vào năm 1987 từ môi trường lên men của mẫu đất Nhật Bản có chứa vi khuẩn Streptomyces tsukubaensis.
Tacrolimus cũng được sử dụng để điều trị hội chứng khô mắt ở mèo và chó.

## Sử dụng trong y tế

### Cấy ghép nội tạng
Nó có đặc tính ức chế miễn dịch tương tự như ciclosporin, nhưng mạnh hơn nhiều. Ức chế miễn dịch với tacrolimus có liên quan đến tỷ lệ thải ghép cấp tính thấp hơn đáng kể so với ức chế miễn dịch dựa trên ciclosporin (30,7% so với 46,4%) trong một nghiên cứu. Kết quả lâm sàng tốt hơn với tacrolimus so với ciclosporin trong năm đầu tiên ghép gan. Kết quả lâu dài đã không được cải thiện đến cùng mức độ. Tacrolimus thường được quy định là một phần của một loại cocktail sau ghép bao gồm steroid, mycophenolate và các chất ức chế thụ thể IL-2 như basiliximab. Liều dùng được chuẩn độ để nhắm mục tiêu mức máu.

### Viêm đại tràng
Trong những năm gần đây, tacrolimus đã được sử dụng để ngăn chặn tình trạng viêm liên quan đến viêm loét đại tràng (UC), một dạng bệnh viêm ruột. Mặc dù hầu như chỉ được sử dụng trong các trường hợp thử nghiệm, tacrolimus đã cho thấy có hiệu quả rõ rệt trong việc ngăn chặn sự bùng phát của UC.

### Da

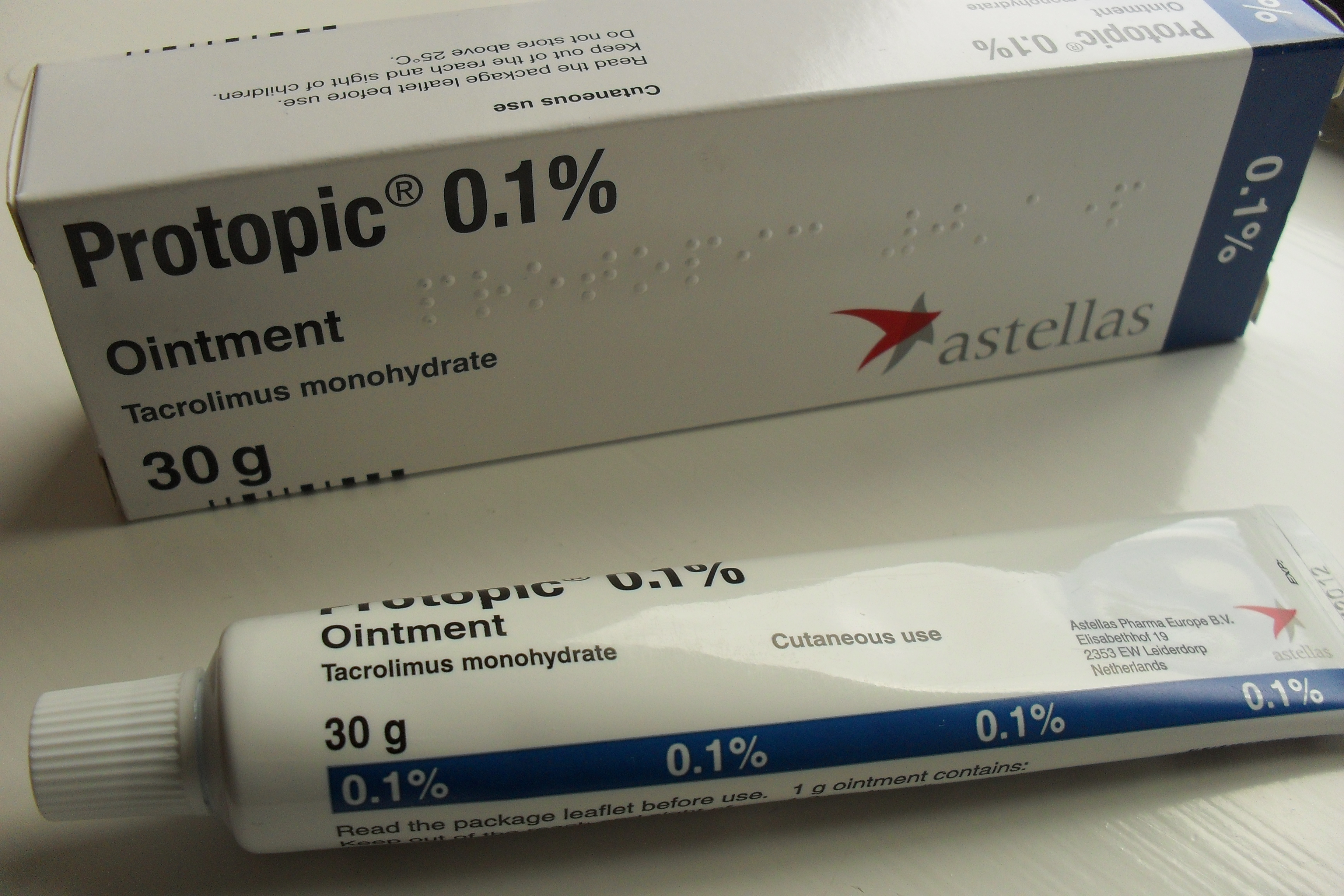
Thuốc mỡ Tacrolimus 0,1%

Là một loại thuốc mỡ, tacrolimus được sử dụng trong điều trị bệnh chàm, đặc biệt là viêm da dị ứng. Nó ức chế viêm theo cách tương tự như steroid, và cũng hiệu quả tương đương với một steroid có hiệu lực trung bình. Một lợi thế quan trọng của tacrolimus là, không giống như steroid, nó không gây mỏng da (teo da) hoặc các tác dụng phụ liên quan đến steroid khác.
Nó được áp dụng trên các tổn thương hoạt động cho đến khi chúng lành, nhưng cũng có thể được sử dụng liên tục với liều thấp (hai lần một tuần), và áp dụng cho da mỏng hơn trên mặt và mí mắt. Các thử nghiệm lâm sàng lên đến một năm đã được tiến hành. Gần đây, nó cũng đã được sử dụng để điều trị bệnh bạch biến phân đoạn ở trẻ em, đặc biệt là ở các khu vực trên khuôn mặt.
Viêm thận lupus
Tacrolimus đã được chứng minh là làm giảm nguy cơ nhiễm trùng nghiêm trọng trong viêm thận lupus, khi so sánh với các tác nhân khác.